# Partit Comunista del Nepal (Amatya)
Partit Comunista del Nepal (Amatya) fou un partit polític del Nepal.
Va continuar el Partit Comunista del Nepal però el líder de la facció pro soviètica Keshar Jung Rayamjhi, fou expulsat i va fundar un nou partit el 1962. El 1989 va entrar al Front Unit de l'Esquerra. Va fracassar a les eleccions de 1991 al no obtenir cap diputat. Unit a les altres faccions va formar part per poc temps del Partit Comunista del Nepal (Unitat) però la unió va durar poc. El 1994 es va integrar al Partit Comunista del Nepal (Unificat Marxista-Leninista)